# Courrensan
Courrensan – miejscowość i gmina we Francji, w regionie Oksytania, w departamencie Gers.
Według danych na rok 1990 gminę zamieszkiwało 369 osób, a gęstość zaludnienia wynosiła 15 osób/km² (wśród 3020 gmin regionu Midi-Pireneje Courrensan plasuje się na 703. miejscu pod względem liczby ludności, natomiast pod względem powierzchni na miejscu 425.).